# Larangan Indah
Larangan Indah is een bestuurslaag in het regentschap Tangerang van de provincie Banten, Indonesië. Larangan Indah telt 16.083 inwoners (volkstelling 2010).